# منجد بهجت
منجد مصطفى بهجت (1947 ـ) باحث في الأدب العربي، لا سيما الأندلسي منه.

## مولده ودراسته
ولد منجد بهجت في مدينة كركوك في شمال العراق سنة 1947، وأنهى تعليمه المدرسي في أربيل سنة 1964، ثم التحق بجامعة بغداد وحصل منها على شهادة البكالوريوس في اللغة العربية سنة 1968 ثم حصل على درجة الماجستير من جامعة الأزهر في مصر سنة 1973، وأعقبها بالدكتوراة من الجامعة نفسها سنة 1982.

## عمله الأكاديمي
عمل الدكتور منجد بهجت مدرسًا بجامعة الموصل ابتداء من سنة 1976، واستمر بالعمل فيها ونال درجة الاستاذية سنة 1990، ثم اضطر لمغادرة العراق سنة 1992 بسبب الظروف التي مرّ به العراق حينئذٍ إلى اليمن، حيث عمل في جامعة صنعاء واستمر بها حتى سنة 1994، ثم انتقل بعد ذلك إلى ماليزيا ليعمل محاضرا في الجامعة الإسلامية العالمية.

## مؤلفاته وتحقيقاته
ألّف الدكتور منجد بهجت وجمع وحقق العشرات من الكتب التي تعني بالأدب الأندلسي ومن أشهر كتبه:
1. الاتجاه الإسلامي في الشعر الأندلسي في عهدي ملوك الطوائف والمرابطين - مؤسسة الرسالة، بيروت 1986 وهي رسالة الدكتوراه (552 صفحة).[1]
2. البحر في شعر الأندلس والمغرب في عصر الطوائف والمرابطين، الرسالة الأربعون -الحولية السابعة - حوليات جامعة الكويت 1986 (60 صفحة)
3. روضة المحاسن وعمدة المُحاسن، وفصول من كتاب بادرة العصر وفائدة المصر، لأبي يحيى الجزار السرقسطي، دراسة وتحقيق، ط المجمع العلمي العراقي، بغداد 1988 (240 صفحة)، ط2 عالم الكتب الحديث، إربد 2008 (189 صفحة).
4. الأدب الأندلسي من الفتح حتى سقوط غرناطة، ط1 دار الكتب بجامعة الموصل 1988 - (400 صفحة)، ط2، دار الياقوت، عمان 2006 (481 صفحة)، ط 3 دار السياب -لندن 2012.[2]
5. ديوان ابن الجنان الأنصاري الأندلسي، شاعر المديح النبوي في القرن السابع الهجري، جمع وتحقيق ودراسة ط1 التعليم العالي، الموصل 1990 (192 صفحة)، ط 2 مركز البحوث-الجامعة الإسلامية العالمية بماليزيا، 2005 (186 صفحة).[3]
6. ديوان الرحالة ابن جبير الأندلسي، وما بقي من نثره، جمع وتحقيق ودراسة - دار الرفاعي - الرياض 1999 (173 صفحة)، ط 2 دركز البحوث الجامعة الإسلامية العالمية بماليزيا 2012.[4]
7. ديوان ابن اللبانة الأندلسي: دراسة وتحقيق - ط1 مركز البحوث، الجامعة الإسلامية العالمية - ماليزيا 2001 (261 صفحة)، ط2 مركز البحوث، الجامعة الإسلامية العالمية-ماليزيا 2006 (305 صفحة).
8. تراجم مختارة للأدباء الإسلاميين في القرن العشرين، ط مركز البحوث، الجامعة الإسلامية العالمية-ماليزيا 2001 (390 صفحة). ترجم إلى اللغة الماليزية، المجمع اللغوي الماليزي (DBP)، 2009.
9. أعلام نساء الأندلس، ط دار الوفاء، المنصورة 2004 (158 صفحة)
10. الأندلس، بحوث ومقالات في الأدب ونقده، مركز البحوث، الجامعة الإسلامية العالمية، ماليزيا. 2009. [310 صفحة]
11. عقود الجمان في شعراء هذا الزمان، كمال الدين أبو البركات بن الشعار الموصلي (ت 654 هـ) دراسة وتحقيق، بالاشتراك مع د. ناظم رشيد، (قيد النشر).
12. عقود الجمان ذيل وفيات الأعيان، برهان الدين الزركشي، دراسة وتحقيق، مركز البحوث، الجامعة الإسلامية العالمية، ماليزيا، (قيد النشر).
13. الأبعاد الحضارية في الأسماء الماليزية، بحث بالاشتراك، مركز البحوث، الجامعة الإسلامية العالمية، ماليزيا، (قيد النشر).
14. نصوص شعرية عباسية وأندلسية، بالاشتراك مع د. أحمد عمران بن سليم، ط مطبعة التجديد، كوالا لمبور 2009 م.
15. عين أشعار الإيمان، كمالا، ترجمة من اللغة الماليزية إلى العربية بالاشتراك من د. أكمل خزيري، ود.حنفي دولة، ود. محمد الباقر، معهد الترجمة الوطني -ماليزيا 2012.
16. النقد السياسي والاجتماعي في شعر الرصافي- مركز البحوث- الجامعة الإسلامية العالمية 2012. [221 صفحة]
17. اللغة العربية وتعليمها للناطقين بغيرها - التدريب والمهارات، مركز البحوث - الجامعة الإسلامية العالمية 2011 [192 صفحة].
18. اللغة العربية وتعليمها للناطقين بغيرها - تنمية اللغة والأدب، مركز البحوث - الجامعة الإسلامية العالمية 2011. [273 صفحة].
19. الإسلامية في الأدب والنقد، مركز البحوث - الجامعة الإسلامية العالمية 2011. [214 صفحة].
20. دراسات مقارنة بين العربية والملايوية، مركز البحوث - الجامعة الإسلامية العالمية 2011. [221 صفحة].

كما نشر د. منجد بهجت ما لا يقل عن خمسين بحثاً في المجلات العلمية المحكمة في جامعة الموصل والجامعة المستنصرية وكذلك في مجلات الموارد ببغداد واتحاد الجامعات العربية في الأردن ومجمع اللغة العربية الأردني ومعهد المخطوطات العربية بالكويت ودراسات أندلسية بتونس ودعوة الحق بالمغرب وكلية الإنسانيات بقطر ومجلة الأدب الإسلامي بالرياض وكذلك مجلة الدراسات اللغوية والأدبية في الجامعة الإسلامية العالمية ومجلة الإسلام في آسيا التي تصدر في ماليزيا.

## مشاركته في المؤتمرات
شارك د. بهجت في عدد من المؤتمرات الأدبية والنقدية والدراسات القرآنية والإسلامية في جامعات بغداد والمستنصرية وجامعة اليرموك في الأردن وجامعات الملايا والإسلامية العالمية في ماليزيا وكذلك في جامعة بروناي دار السلام وجامعة بكين في الصين، كما كان من مؤسسي رابطة الأدب الإسلامي العالمية.

## الرسائل الجامعية التي أشرف عليها
1. ابن أبي حصينة، حياته وشعره، ساهرة محمود يونس (ماجستير) - جامعة الموصل 1985.
2. المعارضات في الشعر الأندلسي في القرن الخامس الهجري، يونس طركي سلوم (ماجستير) جامعة الموصل 1992.
3. شعر ابن وهبون المرسي، جمع ودراسة وتحقيق، سمر صبحي أحمد (ماجستير) جامعة الموصل 1992.
4. رثاء المدن في الشعر الأندلسي عهد الموحدين، رعد ناصر الوائلي (ماجستير) جامعة الموصل 1992.
5. أساليب اكتساب مهارة الكلام لغير الناطقين بالعربية في المستوى المتوسط، حنفي دولة (ماجستير) الجامعة الإسلامية العالمية - ماليزيا 1995.
6. تعليم اللغة العربية في الأندلس، ومجالات الاستفادة منه في تعليم اللغة العربية لغير الناطقين بها، خالد أبو عمشة (ماجستير) الجامعة الإسلامية العالمية - ماليزيا 1997.
7. التعريف والتنكير دراسة تقابلية بين اللغتين العربية والكردية، مسعود لاوه سمايل (ماجستير) الجامعة الإسلامية العالمية-ماليزيا 1997
8. أساليب تعليم الخطابة العربية، للطلبة الماليزيين في المستوى المتقدم، عبد الرزاق بن أبو جيك (ماجستير) الجامعة الإسلامية العالمية - ماليزيا 1998.
9. جهود الشيخ أبي الحسن الندوي في التأصيل الإسلامي للغة العربية وآدابها، محمد عبد السلام آزادي (ماجستير) الجامعة الإسلامية العالمي ة- ماليزيا 1998.
10. المنهج الأساسي لتعليم اللغة العربية في جامعة بكين: دراسة تحليلية، مايونغ إبراهيم (ماجستير) الجامعة الإسلامية العالمية - ماليزيا 1999.
11. استخدام النوادر والفكاهات في تعليم القراءة العربية لغير الناطقين بها، محمد ناصر مصطفى (ماجستير)، الجامعة الإسلامية العالمية - ماليزيا 1999.
12. الأمثال العربية والملايوية: دراسة مقارنة- راضية بنت علي (ماجستير) الجامعة الإسلامية العالمية - ماليزيا، 2003.
13. وصف الطبيعة بين أبي بكر الصنوبري وابن خفاجة الأندلسي: دراسة موازنة – عصام الدين بن أحمد (ماجستير) الجامعة الإسلامية العالمية – ماليزيا 2003.
14. تصميم وحدات دراسية للحجاج والمعتمرين الماليزيين، عبد الحليم بن صالح (ماجستير) الجامعة الإسلامية العالمية – ماليزيا 2005.
15. الشعر النسوي في ديوان الشهيد محمد الدرة، دراسة تحليلة، أنس حسام النعيمي (ماجستير) الجامعة الإسلامية العالمية – ماليزيا 2005.
16. حاتم الطائي، حياته وأخلاقه من شعره، عبد الغفار سامي (ماجستير) الجامعة الإسلامية العالمية – ماليزيا 2006.
17. الرحلة إلى عالم الخيال بين رسالتي التوابع والزوابع والغفران، دالية ملاكة (ماجستير) الجامعة الإسلامية العالمية – ماليزيا 2006.
18. التهاني والتعازي في تسهيل السبيل إلى تعلم الترسيل للحميدي (488 هـ) أضحانواتي بنت عبد الرافي (ماجستير). الجامعة الإسلامية العالمية – ماليزيا 2007.
19. روايات نجيب الكيلاني وشحنون أحمد الإسلامية بين النظرية والتطبيق، دراسة نقدية مقارنة، فابية حاجي مامينج (دكتوراة) 2007.
20. شعر وان أحمد الفطاني، دراسة وتحقيق، إبراهيم تيه (دكتوراه) الجامعة الإسلامية العالمية – ماليزيا 2010.
21. الشقاء الإنساني في روايات نجيب محفوظ وعبد الصمد سعيد، دراسة مقارنة، محمد ذو الكفل بن إسماعيل (دكتوراه) الجامعة الإسلامية العالمية – ماليزيا 2010.
22. النثر الأندلسي في وصف الطبيعة في عصري الطوائف والمرابطين، هشام الدين بن أحمد، (دكتوراه) الجامعة الإسلامية العالمية – ماليزيا 2010.
23. السيرة الذاتية بين إحسان عباس وشحنون أحمد، وان أسماء (ماجستير) الجامعة الإسلامية العالمية – ماليزيا 2011.
24. الالتزام والإبداع الفني عند شعراء مجلة الأدب الإسلامي، من العدد الأول إلى العدد الأربعين، 1993- 2004 م، أنس حسام النعيمي (دكتوراه) الجامعة الإسلامية العالمية – ماليزيا 2012.
25. أبو العتاهية وشعره في الزهد ومكارم الأخلاق، عبد الله يوسف، (ماجستير) الجامعة الإسلامية العالمية – ماليزيا 2012.
26. شعر محمود الورّاق البغدادي: دراسة تحليلية، محمد عزيزي بن عزيز(ماجستير) - الجامعة الإسلامية العالمية – ماليزيا 2012.
27. الصورة الفنية في الرسائل الأندلسية في عصر الموحدين، محمد جاسر أسعد (دكتوراه) - الجامعة الإسلامية العالمية- ماليزيا 2012.

## عمله
يعمل منجد بهجت حاليا استاذا لمادة الأدب الأندلسي في جامعة واسط بعد أن عمل في المهجر الذي قضى فيه أكثر من 17 عشر عاما متواصلة عميدًا لكلية الآداب والتربية في صنعاء فضلا عن عملة رئيسا لاحدى الجامعات اليمنية ذات الاستثمار الأجنبي، وما زال الدكتور بهجت على رأس عمله باحثاً غزير الإنتاج في الجامعة الإسلامية العالمية (الحرم الجامعي في كومباك) في كوالالمبور عاصمة ماليزيا حيث يفد الطلبة الباحثون في الأدب الأندلسي إلى هذه الجامعة من الوطن العربي وخارجه خصيصاً من أجل تلقى العلم على يديه والإفادة من خبرته في البحث والتحقيق وقد أشرف على عشرات رسائل الماجستير وأطاريح الدكتوراة ولم يزل.
راجع بهجت مناهج الدراسات الأولية والدراسات العليا في عدد من جامعات جنوب شرق آسيا، ومنها الجامعة الوطنية وجامعة العلوم الإسلامية في كوالالمبور وجامعة يالا في تايلند.